# BA-90

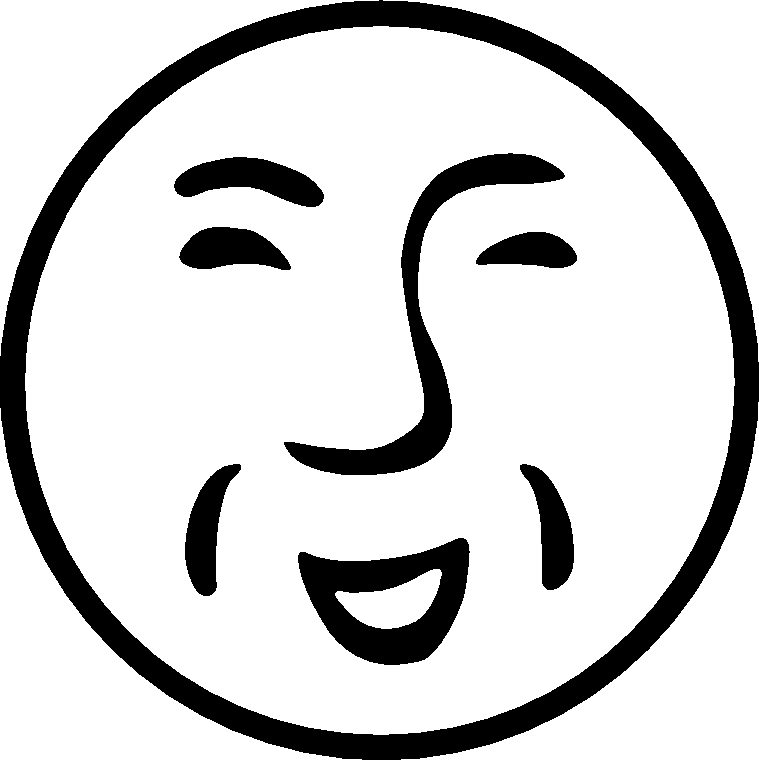
写植記号 BA-90

記号BA-90は、日本で用いられる写植記号（漫画用外字）の一つである。正式名称は「Full Moon With Face」であり、愛称としてぽげムた、ニコニコおじさんと呼ぶことがある。

## 概要
元々は写真植字機研究所（現在の写研）が開発した写植記号であり、「BA（飾り罫・地紋）」という文字盤（サブプレート）の90番目に収録されていることから「写植記号BA-90」と呼ばれる。写研が1965年（昭和40年）に発行した見本帳には本記号が掲載されているので、文字盤の発売はそれ以前と推測されている。本来は天文学や占星術で満月を示す記号であるが、本記号は手動写植機の円熟期である1980年代から1990年代前半にかけて雑誌や漫画の台詞などで頻繁に使われてきた。
愛称である「ぽげムた」（もしくはポゲムタ、ポゲムタマークなど）は、アスキー（現・KADOKAWA）から刊行されていたパソコン雑誌『ログイン』にて、読者投稿から派生した「ぽげムたビゲなみょ〜ん!!」という特殊な感嘆表現が為される際に感嘆表現の後に星記号などいくつかの記号とともに本記号が使われていたことから定着したものである。ただし、『ログイン』では、本記号の頭頂部に1本だけ髪の毛を生やした記号（『サザエさん』の磯野波平のような禿げ頭）が使われていたため、「ぽげムた」と「写植記号BA-90」は厳密には異なるという向きもある。
その後、写研が出した電算写植機にも「一般記号 SAA1 No.244」として登録されていたが、DTPの普及により写植機の利用が減ったことから使用頻度は落ちていった。現在では、通常のフォントからPCやスマートフォンで本記号を入力するのは困難であるが、「イワタアンチック体B」など一部のフォントを用いれば入力は可能である。

## 利用事例
雑誌としては、『ログイン』のほか1980年代ごろより『ファンロード』にも利用されていた。また、漫画では『らんま1/2』や でんぢゃらすじーさんシリーズ、『おぼっちゃまくん』などで利用され、『われらホビーズ ファミコンゼミナール』第38話「ア〇ラ <究極版>!?の巻」では伏字や漫画での描写として用いられていた。
また、歌手の＿＿（アンダーバー）のロゴマークにも使われている（厳密には線の長さ等に若干の差異がある）。